# جغد پالائو
جغد پالائو (نام علمی: Pyrroglaux podarginus) نام یک گونه از تیره جغدان راستین است.